# Shih Kien
Shih Kien 石堅; (Panyu, Guangdong 1 de gener de 1913 - Hong-Kong 3 de juny de 2009) va ser un consolidat actor xinès i comediant de dilatada carrera actoral en els mitjans cantonesos i més conegut al món occidental per la seva aparició com el dolent Han en el film d'arts marcials Enter the Dragon al costat de Bruce Lee, John Saxon, Bitlla Yeung, Jim Kelly i Angela Mao.

## Biografia
Va néixer el 1913 com Shí Jiān (idioma xinès mandarí), Shek Kin (石堅; xinès cantonès), i des de curta edat va ingressar al món de les taules. El seu nom com a actor va ser Shih Kien, Shek Kin o Kien Shih segons la variant de l'idioma xinès i es va fer molt conegut pels seus rols de vilà, paper en què va quedar encasellat guanyant-se un sitial al cinema cantonés, sent actor depenent de Wong Fei Hung movies destacant per la seva apassionada personalitat.
Shih Kien va treballar també a Wuxia Canton Films destacant en pel·lícules com Yu Lai Shan Jeung (1964) i Luk Ji Kam Mo (1965) fent papers de dolent. També va realitzar alguns papers com a comediant al costat del conegut artista marcial Jackie Chan en el film The Young Master. Es va fer mundialment conegut com el dolent de la mà ortopèdica, Han, en el film Enter the Dragon on realitza l'èpic combat final al costat de Bruce Lee.
Kien a més va ser un culte de les arts marcials xineses rebent entrenament en la Chin Woo Athletic Association i posteriorment va ser instructor en nombrosos estils xinesos del Kung Fu. Va realitzar més de 300 films, la majoria en blanc i negre i centrats principalment en les arts marcials. Es va retirar als 80 anys el 1993.
Va morir en un hospital de Hong Kong a l'edat de 96 anys.